# Ubisoft Reflections
Pour les articles homonymes, voir Reflections.
Ubisoft Reflections Ltd. (anciennement Reflections Interactive) est une société britannique de développement de jeu vidéo fondée en 1984 et basée à Newcastle. Le studio Reflections Interactive est principalement connu pour être à l'origine des séries Driver et Destruction Derby ainsi que de Shadow of the Beast, dont ils réalisèrent les trois premiers épisodes.

## Historique

Logo de Reflections Interactive.

Au début des années 1990, la série Shadow of the Beast a fait les beaux jours du Commodore Amiga. De 1989 à 1994, la compagnie ne développa d'ailleurs qu'exclusivement sur cette machine, avant de passer à la PlayStation à la suite du rachat de Psygnosis qui était l'éditeur de la totalité des jeux Reflections, par Sony. 
Avant la sortie de Driver en 1999, le studio a réalisé Destruction Derby et sa suite Destruction Derby 2 qui comptent parmi les titres emblématiques de la PlayStation.
En 1998, Reflections est rachetée par GT Interactive. En 1999, la société devient une filiale d'Infogrames Entertainment à la suite du rachat de GT Interactive. En décembre 2004 l'un des fondateurs du studio, Martin Edmonson, annonce qu'il quitte la tête de la structure.
En juillet 2006,  Atari Inc. (GT Interactive Software est renommé en 1999 Infogrames Inc., puis Atari Inc. en 2003) revend les principaux actifs du studio et la franchise Driver à Ubisoft pour 24 millions de dollars US.
Le studio est renommé Ubisoft Reflections Limited.

## Jeux développés

### Jeux édités par Superior Software
| Titre           | Année | Plates-formes                                |
| --------------- | ----- | -------------------------------------------- |
| Ravenskull      | 1986  | BBC Micro, Acorn Electron                    |
| Codename: Droid | 1987  | BBC Micro, Acorn Electron                    |
| Stryker's Run   | 1987  | Acorn Electron (conversion depuis BBC Micro) |

### Jeux édités par Psygnosis
| Titre                   | Année | Plates-formes                    |
| ----------------------- | ----- | -------------------------------- |
| Ballistix               | 1989  | Amiga                            |
| Shadow of the Beast     | 1989  | Amiga                            |
| Awesome                 | 1990  | Amiga                            |
| Shadow of the Beast II  | 1990  | Amiga                            |
| Shadow of the Beast III | 1992  | Amiga                            |
| Brian the Lion          | 1994  | Amiga, CD32                      |
| Destruction Derby       | 1995  | PlayStation, MS-DOS, Sega Saturn |
| Destruction Derby 2     | 1996  | PlayStation, MS-DOS, Windows     |
| Monster Trucks          | 1998  | PlayStation, MS-DOS, Windows     |

### Jeux publiés entre 1999 et 2004
| Titre    | Année | Plates-formes                                   | Éditeur        |
| -------- | ----- | ----------------------------------------------- | -------------- |
| Driver   | 1999  | PlayStation, Windows, Macintosh, Game Boy Color | GT Interactive |
| Driver 2 | 2000  | PlayStation, Game Boy Advance                   | Infogrames     |
| Stuntman | 2002  | PlayStation 2                                   | Infogrames     |
| Driv3r   | 2004  | PlayStation 2, Windows, Xbox                    | Atari Inc.     |

### Jeux édités par Ubisoft
| Titre                              | Année | Plates-formes                                                |
| ---------------------------------- | ----- | ------------------------------------------------------------ |
| Driver: Parallel Lines             | 2006  | PlayStation 2, Windows, Xbox, Wii                            |
| Driver 76                          | 2007  | PlayStation Portable                                         |
| Emergency Heroes                   | 2008  | Wii                                                          |
| Monster 4x4: Stunt Racer           | 2009  | Wii                                                          |
| Driver: San Francisco              | 2011  | Wii, PlayStation 3, Xbox 360, Windows, Mac OS X              |
| Just Dance 3                       | 2011  | PlayStation 3 (PlayStation Move)                             |
| Far Cry 3                          | 2012  | PlayStation 3, Xbox 360, Windows                             |
| Just Dance 4                       | 2012  | PlayStation 3, Xbox 360, Wii, Wii U                          |
| Just Dance 2014                    | 2013  | PlayStation 3, Xbox 360, Wii, Wii U, PlayStation 4, Xbox One |
| The Crew                           | 2014  | PlayStation 4, Xbox One, Windows                             |
| Watch Dogs                         | 2014  | PS3, PlayStation 4, Xbox 360, Windows, Wii U, Xbox One       |
| Grow Home                          | 2015  | PlayStation 4, Windows                                       |
| Grow Up                            | 2016  | PlayStation 4, Windows, Xbox One                             |
| Tom Clancy's The Division          | 2016  | PlayStation 4, Windows, Xbox One                             |
| Watch Dogs 2                       | 2016  | PlayStation 4, Windows, Xbox One                             |
| Tom Clancy's Ghost Recon Wildlands | 2017  | PlayStation 4, Windows, Xbox One                             |
| Atomega                            | 2017  | Windows                                                      |
| Ode                                | 2017  | Windows                                                      |